# Giuseppe Garibaldi (repülőgép-hordozó)
A Giuseppe Garibaldi (551) az Olasz Haditengerészet zászlóshajója, repülőgép-hordozó. Ez a negyedik hajó, amit Giuseppe Garibaldiról neveztek el, a korábbiak cirkálók voltak.

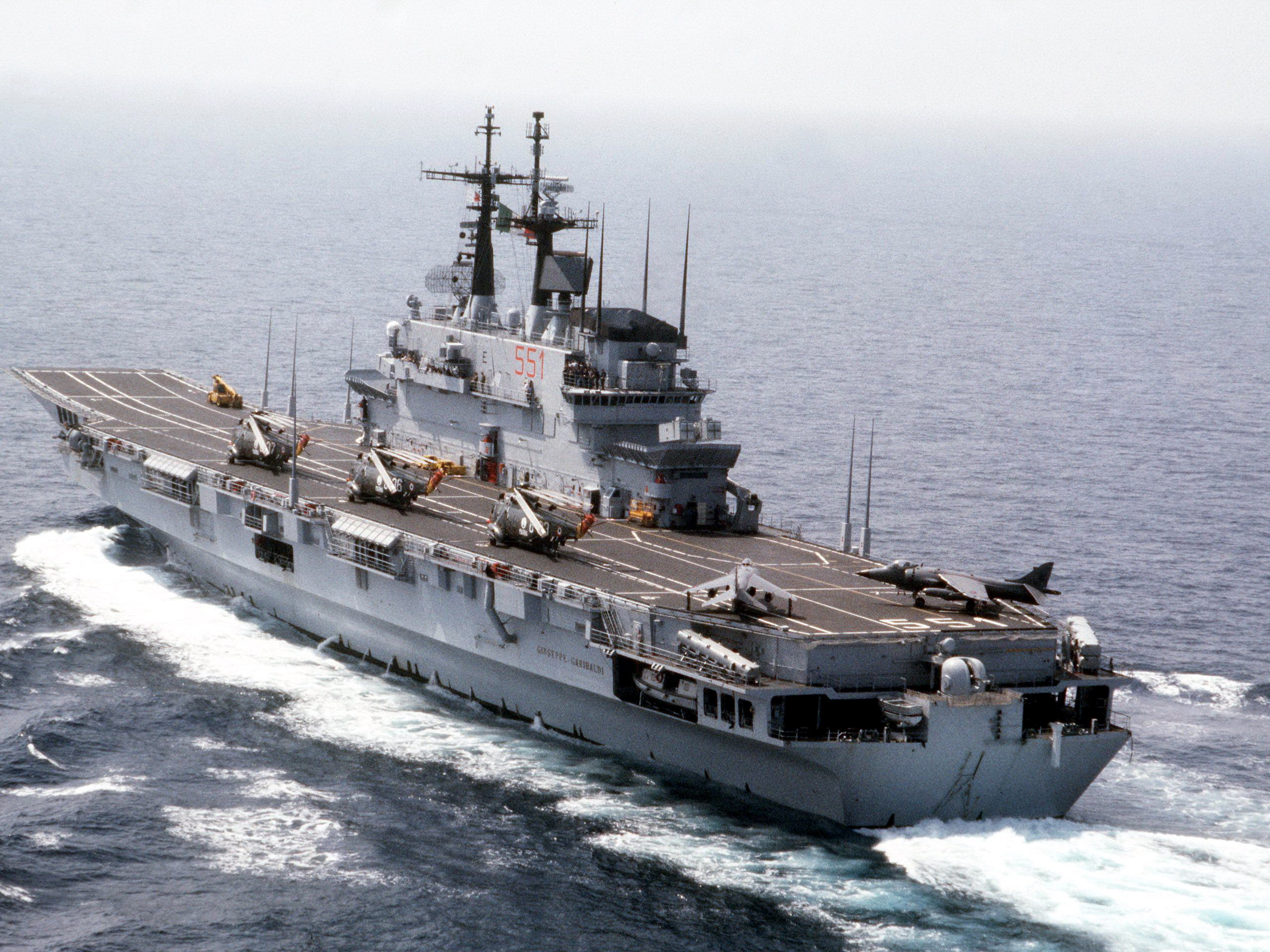

A gázturbinákat a Fiat gyártotta GE licence alapján. Kisebb mérete miatt STOVL típusú repülőgépeket alkalmaznak, ennek érdekében egy 4°-os síugró sáncot is kialakítottak a fedélzet végén. A hajón maximum tizenhat Harrier vagy tizennyolc Agusta helikopter fér el.
Mivel a második világháború után megtiltották Olaszországnak repülőgép hordozók építését, ezért hivatalosan csak olasz helikopterek szállhattak le rá 1988-ig. Részt vett 2011-es líbiai intervencióban, a NATO oldalán.